# Klaus Meiser

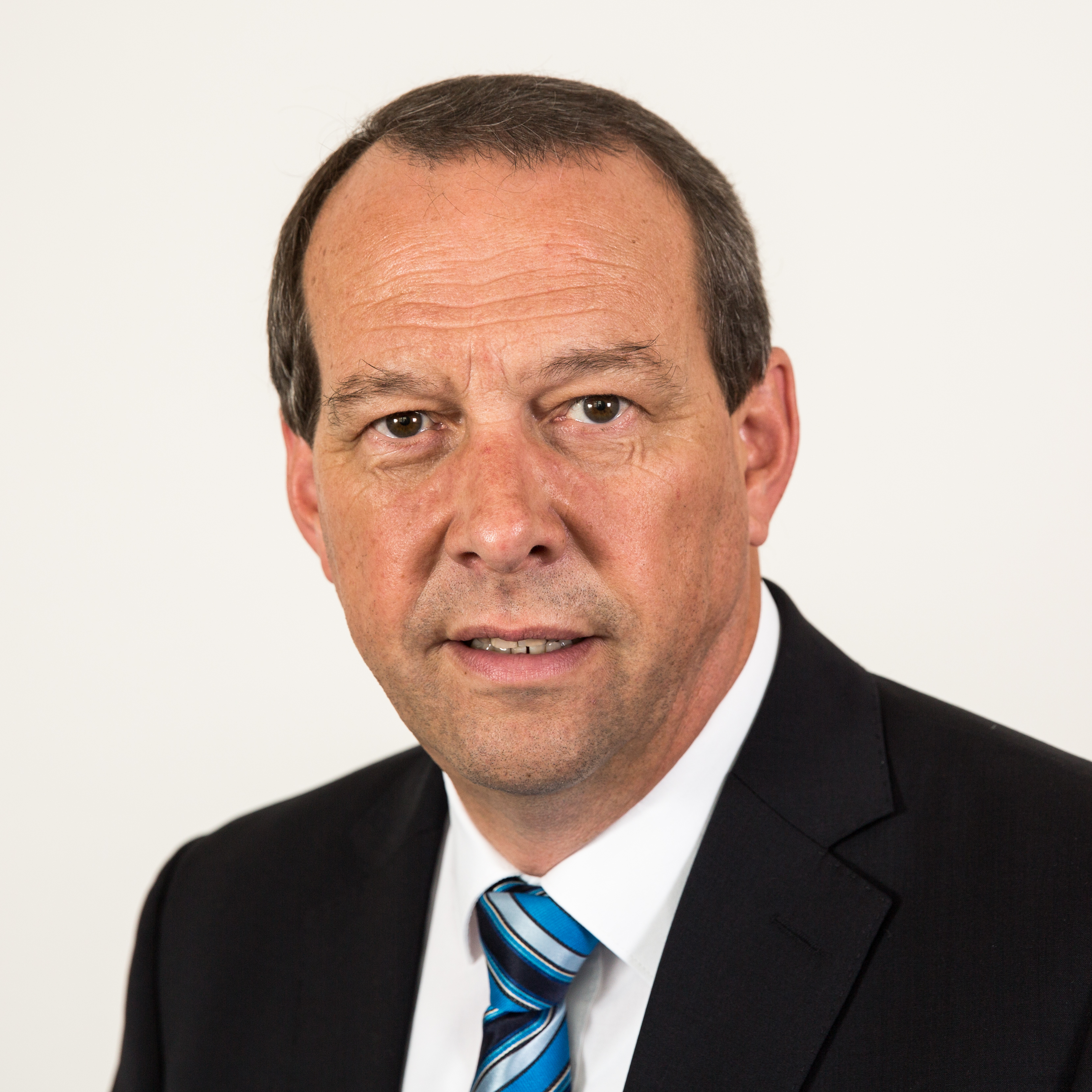
Klaus Meiser (2017)

Klaus Meiser (* 3. Oktober 1954 in Quierschied) ist ein deutscher Politiker (CDU). Er war von 2009 bis 2015 Fraktionsvorsitzender der CDU im Landtag des Saarlandes sowie von 2015 bis zum 12. Februar 2018 Landtagspräsident.

## Lebenslauf
Nach dem Abitur am Realgymnasium Sulzbach 1973 nahm Meiser das Jura-Studium an der Universität des Saarlandes auf, das er mit dem ersten juristischen Staatsexamen 1979 abschloss. Es folgten von 1979 bis 1981 seine Referendarszeit und sein 2. Staatsexamen. 1982 war Meiser Anwaltsassessor. Er war bis 1984 Referent im Wirtschaftsministerium, bis 1986 Referatsleiter in der Staatskanzlei und bis 1991 Geschäftsführer der CDU-Landtagsfraktion. Von 1991 bis 1999 war er Bürgermeister der Gemeinde Quierschied.

## Politischer Werdegang
Meiser ist seit 1983 Mitglied der CDU. Seit 1991 ist er Vorsitzender der CDU Quierschied und seit 1995 stellvertretender Vorsitzender der CDU Saar sowie seit 1999 Kreisvorsitzender der CDU Saarbrücken-Land. Von 1991 bis 1999 war er Bürgermeister der Gemeinde. Von 1984 bis 1992 und ab 2004 war er erneut für mehrere Jahre Mitglied im Gemeinderat Quierschied, wo er auch den Posten des Fraktionsvorsitzenden einnahm. Er war von 1999 bis 2018 Mitglied des saarländischen Landtags und Vorsitzender im „Ausschuss für Wirtschaft, Arbeit und Grubensicherheit“. Im Jahr 2000 wurde er stellvertretender Vorsitzender der CDU-Landtagsfraktion. Von 1999 bis 2000 war Meiser Minister für Inneres und Sport.
Nach einer Kabinettsumbildung durch Ministerpräsident Peter Müller übernahm Klaus Meiser im September 2007 als Nachfolger von Annegret Kramp-Karrenbauer erneut das Ressort für Inneres und Sport.
Im November 2009 wurde er als Nachfolger von Jürgen Schreier Vorsitzender der CDU-Landtagsfraktion und schied aus dem Kabinett aus.
Im Oktober 2014 wurde er als Nachfolger von Gerd Meyer Präsident des Landessportverbands für das Saarland (LSVS).
Am 11. November 2015 wurde Meiser als Nachfolger des verstorbenen Hans Ley zum Präsidenten des saarländischen Landtags gewählt. Zu Beginn der 16. Wahlperiode wurde Meiser am 25. April 2017 einstimmig wiedergewählt.
Am 11. Februar 2018 gab Meiser seinen Rücktritt als saarländischer Landtagspräsident bekannt. Zu seinem Nachfolger wurde am 1. März 2018 Stephan Toscani gewählt. Auch als Präsident des Landessportverbandes trat er am 29. April 2018 zurück. Nach zunehmender politischer Isolation legte er am 3. Dezember 2018 sein Landtagsmandat nieder.

## Affären
In seiner Funktion als Quierschieder Bürgermeister wurde 1998 gegen Meiser wegen Vorteilsnahme ermittelt, da er Tickets zur Fußball-WM 1998 angenommen hatte. Das Verfahren wurde gegen die Zahlung von 11.600 D-Mark eingestellt.
Von seinem Amt als saarländischer Innenminister trat Meiser am 22. November 2000 zurück. Im Dezember wurde ein vom Amtsgericht Trier gegen ihn verhängter Strafbefehl über 20.700 D-Mark (90 Tagessätze) wegen Beihilfe zur Untreue im Zusammenhang mit der so genannten Doerfert-Affäre rechtskräftig.
Anfang 2018 leitete die Staatsanwaltschaft Saarbrücken ein strafrechtliches Ermittlungsverfahren wegen des Verdachts der Untreue und der Vorteilsgewährung gegen ihn ein. Hintergrund ist ein Millionenverlust beim Landessportverband, dessen Präsident Meiser war, sowie die Beschäftigung seiner Lebensgefährtin und seines Fahrers bei diesem Verband. Seine Immunität als Abgeordneter wurde aufgehoben, zudem wurden aus der Landespolitik Forderungen nach seinem Rücktritt sowohl als Landtagspräsident als auch als Präsident des Landessportverbands laut. Diese Rücktritte erfolgten im Februar bzw. April 2018. Die Ermittlungen wurden im Mai 2018 ausgeweitet, als bekannt wurde, dass Meiser im Rahmen seiner Funktion als LSVS-Präsident einen CDU-Ortsverband zu einer Besichtigung des LSVS mit anschließendem Abendessen eingeladen hatte.
Im folgenden Prozess vor dem Landgericht Saarbrücken im März 2019 wurde Meiser wegen schwerer Untreue in fünf Fällen sowie Vorteilsgewährung zu einer Haftstrafe von einem Jahr und zehn Monaten sowie zu einer Bewährungsauflage in Höhe von 60.000 Euro verurteilt. Die Staatsanwaltschaft bezeichnete während des Prozesses die LSVS-Führung als eine Generation uneinsichtiger Sportfunktionäre, die nicht bereit sei, ihren Machtmissbrauch einzugestehen.
Weitere 100.000 Euro musste Meiser als Geldauflage zur Beilegung des Verdachts der Haushaltsuntreue im Rahmen der strafrechtlichen Aufarbeitung des Finanzskandals beim Landessportverband zahlen.

## Privates
Meiser ist römisch-katholisch und Vater von zwei Kindern.